# Église Saint-Élie de Lok
Pour les articles homonymes, voir Église Saint-Élie.
L'église Saint-Élie de Lok (en serbe cyrillique : Црква Светог Пророка Илије у Локу ; en serbe latin : Crkva Svetog Proroka Ilije u Loku) est une église orthodoxe serbe située à Lok, dans la province de Voïvodine, dans le district de Bačka méridionale et dans la municipalité de Titel en Serbie. Elle est inscrite sur la liste des monuments culturels de grande importance de la république de Serbie (identifiant no SK 1209).

## Présentation
L'église a été construite de 1822 à 1824. Elle est constituée d'une nef unique prolongée par une abside très peu saillante, aussi large que la nef. Les façades sont rythmées horizontalement par un soubassement et des corniches et, verticalement, par des pilastres aux chapiteaux moulurés encadrant des ouvertures et des niches cintrées.
À l'intérieur, l'iconostase, réalisée par un sculpteur sur bois inconnu, provient de Titel ; elle a été peinte par un artiste lui aussi inconnu mais dont l'art est caractéristique du style baroque de la seconde moitié du XVIIIe siècle.